# Seysses-Savès
Seysses-Savès é uma comuna francesa na região administrativa de Occitânia, no departamento de Gers. Estende-se por uma área de 13,26 km². Em 2010 a comuna tinha 243 habitantes (densidade: 18,3 hab./km²).